# Messestädte-Pokal 1963/64
Der 6. Messestädte-Pokal wurde in der Saison 1963/64 ausgespielt. Real Saragossa gewann das Finale, das im Camp Nou ausgetragen wurde, gegen Titelverteidiger FC Valencia. Die einzige teilnehmende Stadtauswahl in dieser Saison und die letzte im Wettbewerb überhaupt war die von Kopenhagen. Torschützenkönig wurde Waldo vom FC Valencia.
Bei unentschiedenem Spielstand nach Hin- und Rückspiel wurde ein Entscheidungsspiel durchgeführt, stand nach dessen regulärer Spielzeit immer noch Sieger nicht fest, folgte eine Verlängerung.

## 1. Runde
|                      | Gesamt |                     | Hinspiel | Rückspiel |
| -------------------- | ------ | ------------------- | -------- | --------- |
| Kopenhagen           | 4:9    | FC Arsenal          | 1:7      | 3:2       |
| FC Aris Bonneweg     | 0:2    | RFC Lüttich         | 0:2      | 0:0       |
| Glentoran FC         | 1:7    | Partick Thistle     | 1:4      | 0:3       |
| Spartak Brno ZJŠ     | 7:1    | Servette Genf       | 5:0      | 2:1       |
| Lausanne-Sports      | 4:4    | Heart of Midlothian | 2:2      | 2:2       |
| Iraklis Saloniki     | 1:9    | Real Saragossa      | 0:3      | 1:6       |
| Juventus Turin       | 3:3    | OFK Belgrad         | 2:1      | 1:2       |
| Atlético Madrid      | 2:1    | FC Porto            | 2:1      | 0:0       |
| SK Rapid Wien        | 4:2    | RC Paris            | 1:0      | 3:2       |
| Shamrock Rovers      | 2:3    | FC Valencia         | 0:1      | 2:2       |
| SC Leipzig           | 2:3    | Újpesti Dózsa SC    | 0:0      | 2:3       |
| Steagul Roşu Braşov  | 2:5    | Lokomotive Plowdiw  | 1:3      | 1:2       |
| Hertha BSC           | 1:5    | AS Rom              | 1:3      | 0:2       |
| NK Trešnjevka Zagreb | 1:4    | Belenenses Lissabon | 0:2      | 1:2       |
| 1. FC Köln           | 4:2    | KAA Gent            | 3:1      | 1:1       |
| Utrecht              | 2:8    | Sheffield Wednesday | 1:4      | 1:4       |

### Entscheidungsspiele
|                 | Ergebnis  |                     |
| --------------- | --------- | ------------------- |
| Lausanne-Sports | 3:2 n. V. | Heart of Midlothian |
| Juventus Turin  | 1:0       | OFK Belgrad         |

## 2. Runde
|                  | Gesamt |                     | Hinspiel | Rückspiel |
| ---------------- | ------ | ------------------- | -------- | --------- |
| FC Arsenal       | 2:4    | RFC Lüttich         | 1:1      | 1:3       |
| Partick Thistle  | 3:6    | Spartak Brno ZJŠ    | 3:2      | 0:4       |
| Lausanne-Sports  | 1:5    | Real Saragossa      | 1:2      | 0:3       |
| Juventus Turin   | 3:1    | Atlético Madrid     | 1:0      | 2:1       |
| SK Rapid Wien    | 2:3    | FC Valencia         | 0:0      | 2:3       |
| Újpesti Dózsa SC | 3:1    | Lokomotive Plowdiw  | 0:0      | 3:1       |
| AS Rom           | 3:1    | Belenenses Lissabon | 2:1      | 1:0       |
| 1. FC Köln       | 5:3    | Sheffield Wednesday | 3:2      | 2:1       |

## Viertelfinale
|                | Gesamt |                  | Hinspiel | Rückspiel |
| -------------- | ------ | ---------------- | -------- | --------- |
| RFC Lüttich    | 2:2    | Spartak Brno ZJŠ | 2:0      | 0:2       |
| Real Saragossa | 3:2    | Juventus Turin   | 3:2      | 0:0       |
| FC Valencia    | 6:5    | Újpesti Dózsa SC | 5:2      | 1:3       |
| AS Rom         | 3:5    | 1. FC Köln       | 3:1      | 0:4       |

### Entscheidungsspiel
|             | Ergebnis |                  |
| ----------- | -------- | ---------------- |
| RFC Lüttich | 1:0      | Spartak Brno ZJŠ |

## Halbfinale
|             | Gesamt |                | Hinspiel | Rückspiel |
| ----------- | ------ | -------------- | -------- | --------- |
| RFC Lüttich | 2:2    | Real Saragossa | 1:0      | 1:2       |
| FC Valencia | 4:3    | 1. FC Köln     | 4:1      | 0:2       |

### Entscheidungsspiel
|             | Ergebnis |                |
| ----------- | -------- | -------------- |
| RFC Lüttich | 0:2      | Real Saragossa |

## Finale
| Real Saragossa                             | Real Saragossa | FC Valencia | FC Valencia |
| ------------------------------------------ | --- | --- | ----------- |
| Real Saragossa                             | \| Finale \| \| 24. Juni 1964 in Barcelona (Camp Nou) \| \| Ergebnis: 2:1 (1:1) \| \| Zuschauer: 50.000 \| \| Schiedsrichter: Joaquim Campos ( Portugal) \|                         | \| Finale \| \| 24. Juni 1964 in Barcelona (Camp Nou) \| \| Ergebnis: 2:1 (1:1) \| \| Zuschauer: 50.000 \| \| Schiedsrichter: Joaquim Campos ( Portugal) \|                                                | FC Valencia |
| Real Saragossa                             | Enrique Yarza – Joaquín Cortizo, Francisco Santamaría – Severino Reija, Santiago Isasi, Pepín – Canário, Duca, Marcelino, Juan Manuel Villa, Carlos Lapetra Cheftrainer: Luis Belló | Ricardo Zamora de Grassa – Alberto Arnal, Francisco Vidagany – Paquito, Juan Carlos Díaz Quincoces , Roberto Gil – Suco, Vicente Guillot, Waldo, José Antonio Urtiaga, Ficha Cheftrainer: Mundo ( Spanien) | FC Valencia |
| Real Saragossa                             | 1:0 Juan Manuel Villa (40.) 2:1 Marcelino (83.) | 1:1 Jose Antonio Urtiaga (42.) | FC Valencia |
| Real Saragossa                             | Platzverweis: Suco (89.) | | FC Valencia |
| Finale                                     | | |             |
| 24. Juni 1964 in Barcelona (Camp Nou)      | | |             |
| Ergebnis: 2:1 (1:1)                        | | |             |
| Zuschauer: 50.000                          | | |             |
| Schiedsrichter: Joaquim Campos ( Portugal) | | |             |

## Beste Torschützen
| Rang | Spieler           | Klub                | Tore |
| ---- | ----------------- | ------------------- | ---- |
| 1    | Waldo             | FC Valencia         | 6    |
| 2    | Ferenc Bene       | Újpesti Dózsa SC    | 5    |
|      | David Layne       | Sheffield Wednesday | 5    |
|      | Marcelino         | Real Saragossa      | 5    |
|      | Christian Müller  | 1. FC Köln          | 5    |
|      | Jürgen Schütz     | AS Rom              | 5    |
| 7    | Gérard Sulon      | RFC Lüttich         | 4    |
|      | Juan Manuel Villa | Real Saragossa      | 4    |